# Csákvár

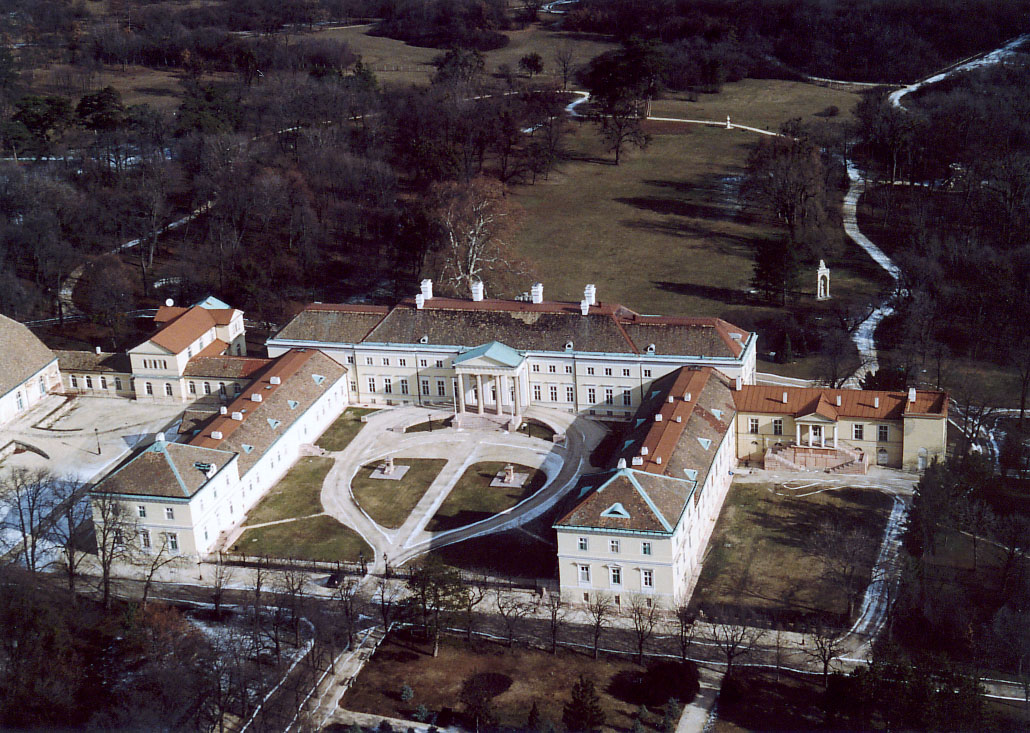
Luftaufnahme: Esterházy-Schloss Csákvár, erbaut im 18. Jahrhundert durch Jakob Fellner

Csákvár [ˈtʃaːk̬vaːr] (deutsch: Tschakwar) ist eine Großgemeinde im Kreis Bicske, das im Komitat Fejér im Nordwesten Ungarns liegt.

## Geographische Lage
Der Ort liegt am Südhang des Vértes-Gebirges, wo ein Naturschutzgebiet für seltene Gebirgspflanzen eingerichtet ist. In der Esterházy-Höhle am Berg oberhalb von Csákvár wurden vorgeschichtliche Tierknochen und Überreste eines Urpferdes aus der Zeit vor etwa 10 Millionen Jahren gefunden.
In der Umgebung befinden sich Felskuppen mit Burgruinen auf ihren Höhen. Der geologisch-botanische Lehrpfad zwischen Csákvár und Gánt führt über 3–4 km über den Berg Haraszt und durch das Tal Kőlik. Bei Gánt wird Bauxit abgebaut. Im nahegelegenen Vérteskozma können alte Bauernhäuser besichtigt werden.

## Geschichte
Der antike Name des Ortes war vermutlich Floriana/Florentiae. Es lag an der Römerstraße nach Aquincum im unteren Pannonien und war der Sitz eines Praefectus classis Histricae, eines Abschnittsbefehlshabers über die römische Kriegsflotte auf der pannonischen Donau.

## Städtepartnerschaften
- Pyrbaum, Deutschland
- Plăieşii de Jos, Rumänien

## Weblinks

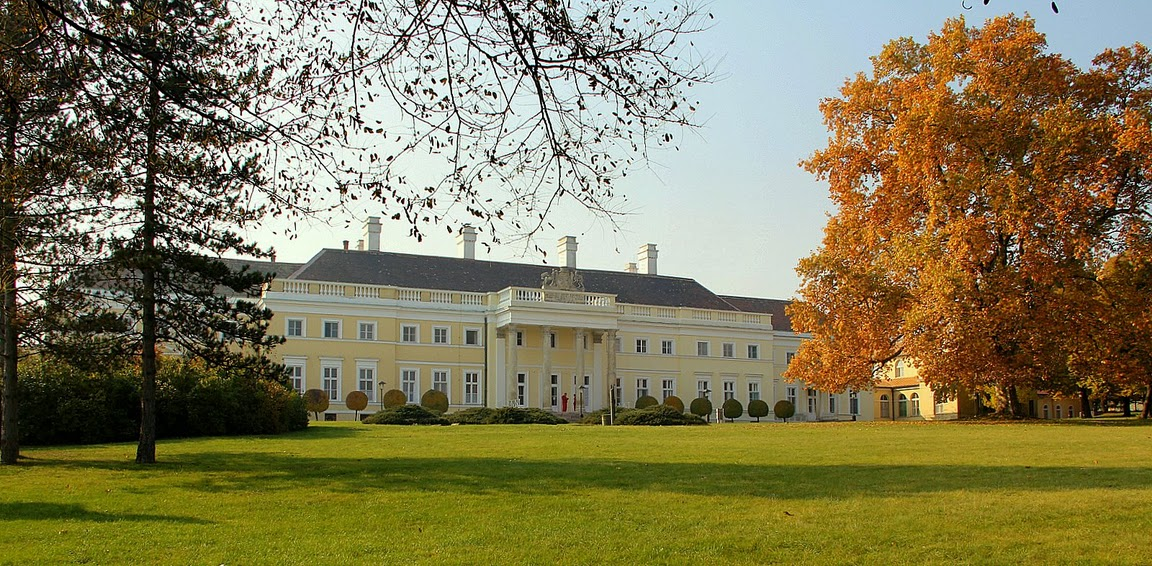
Esterházy-Schloss